# Cleunay (métro de Rennes)
Cleunay est une station de la ligne B du métro de Rennes, située dans le quartier de Cleunay à Rennes dans le département français d'Ille-et-Vilaine en région Bretagne.
Mise en service en 2022, elle est conçue par les architectes Susan Dunne, Berranger & Vincent Architectes.
C'est une station, équipée d'ascenseurs, qui est accessible aux personnes à mobilité réduite.

## Situation sur le réseau
Établie en souterrain (tunnel profond) sous le square des Oliviers, à l'angle des rues Ferdinand de Lesseps et Jules Lallemand, la station Cleunay est située sur la ligne B, entre les stations La Courrouze (en direction de Gaîté) et Mabilais (en direction de Viasilva).

## Histoire
La station Cleunay est mise en service le 20 septembre 2022, lors de l'ouverture à l'exploitation de la ligne B. Son nom a pour origine le quartier de Cleunay, qu'elle dessert.
L'architecture de la station fait appel au bois pour le plafond et au béton préfabriqué pour les murs.
La construction de la station a commencé le 7 janvier 2014. Elle a nécessité la démolition de l'immeuble « Cleunay C » situé au sud de la station et accompagne le renouvellement urbain du quartier, et pourrait s'inscrire dans un autre projet d'aménagement, porté par le Stade rennais,,. Un nouvel immeuble est reconstruit à la fin de la construction de la station. Elle est réalisée par les architectes Susan Dunne en association avec Berranger & Vincent Architectes, qui ont dessiné une station, dont les quais sont situés à 17,8 mètres sous la surface, et sur trois niveaux, : une salle des billets au niveau –1, une mezzanine intermédiaire au niveau –2 et les quais au niveau –3.
Elle a été la première station atteinte par le tunnelier « Elaine » le 11 avril 2015, en venant du puits dans lequel il a été assemblé et où il a entamé le 9 janvier 2015 le creusement du tunnel de 8,650 kilomètres qui l'a conduit, deux ans plus tard, à sa destination finale, le boulevard de Vitré,. Il quittera ensuite la station le 5 mai 2015 en direction de Mabilais.
Le gros œuvre est achevé début 2016 pour laisser place au second œuvre dans la foulée qui se poursuit jusqu'en septembre 2020 ; les aménagements extérieurs, les finitions et la signalétique ont lieu ensuite jusqu'à l'été 2021,.
Au-dessus de la station, la résidence L'Emblem livrée en février 2021, est alimentée par un système de géothermie récupérant la chaleur du tunnel du métro.
La fréquentation de la station augmente les soirs de matches au Roazhon Park, situé à 800 m.

## Service des voyageurs

### Accès et accueil
La station dispose de deux accès, donnant accès à la salle des billets ou aux quais directement pour les ascenseurs :
- Accès no 1 « rue Ferdinand de Lesseps » : Un escalier couplé à un escalier mécanique, côté ouest ;
- Accès no 2 « rue Jules Lallemand » : Un escalier couplé à un ascenseur, côté sud.

La station est équipée de distributeurs automatiques de titres de transport et de portillons d'accès couplés à la validation d'un titre de transport, afin de limiter la fraude. La décision a été confirmée lors du conseil du 30 avril 2015 de Rennes Métropole.

Les accès et les environs la station
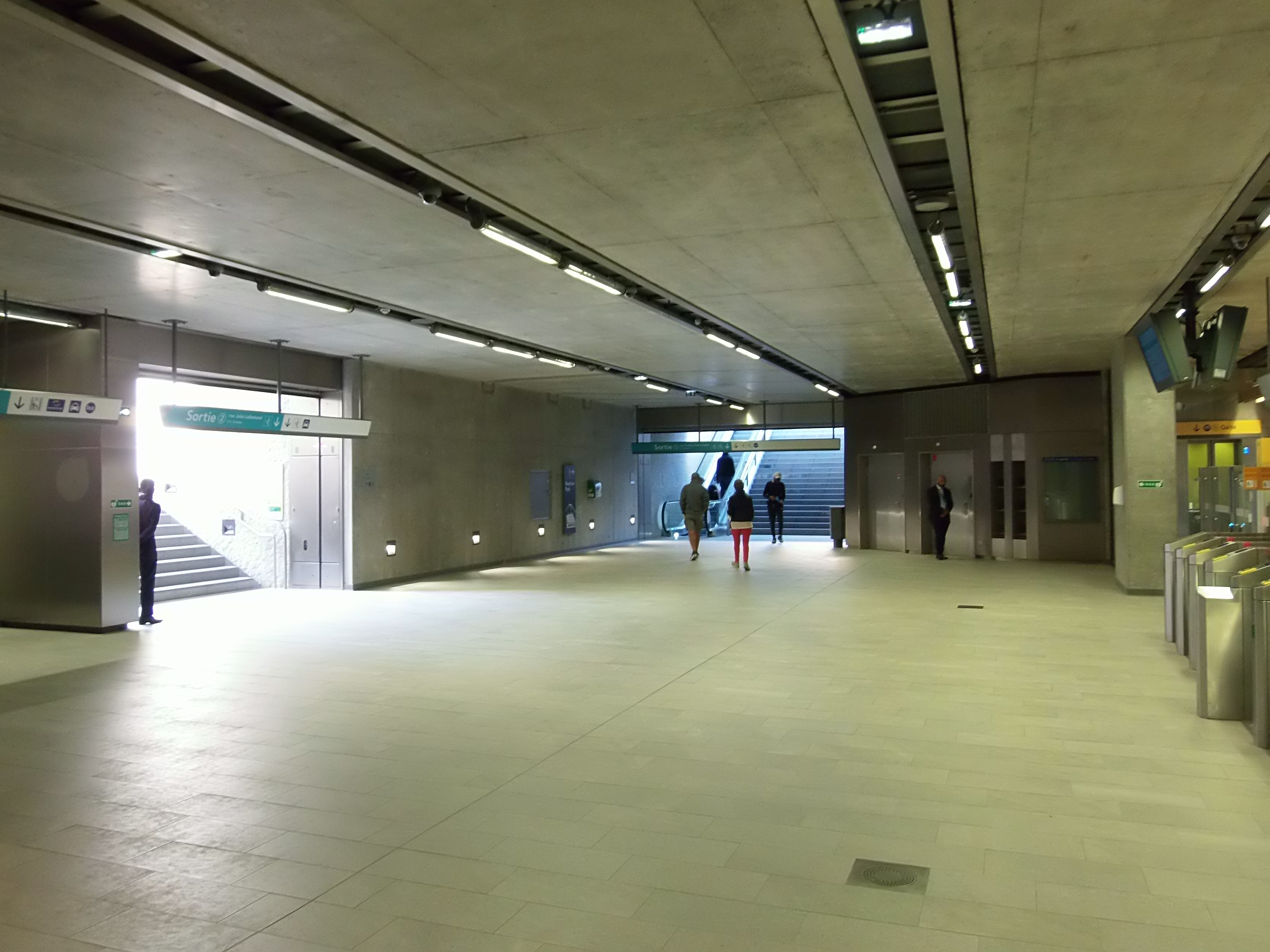
Vue générale de la salle des billets.
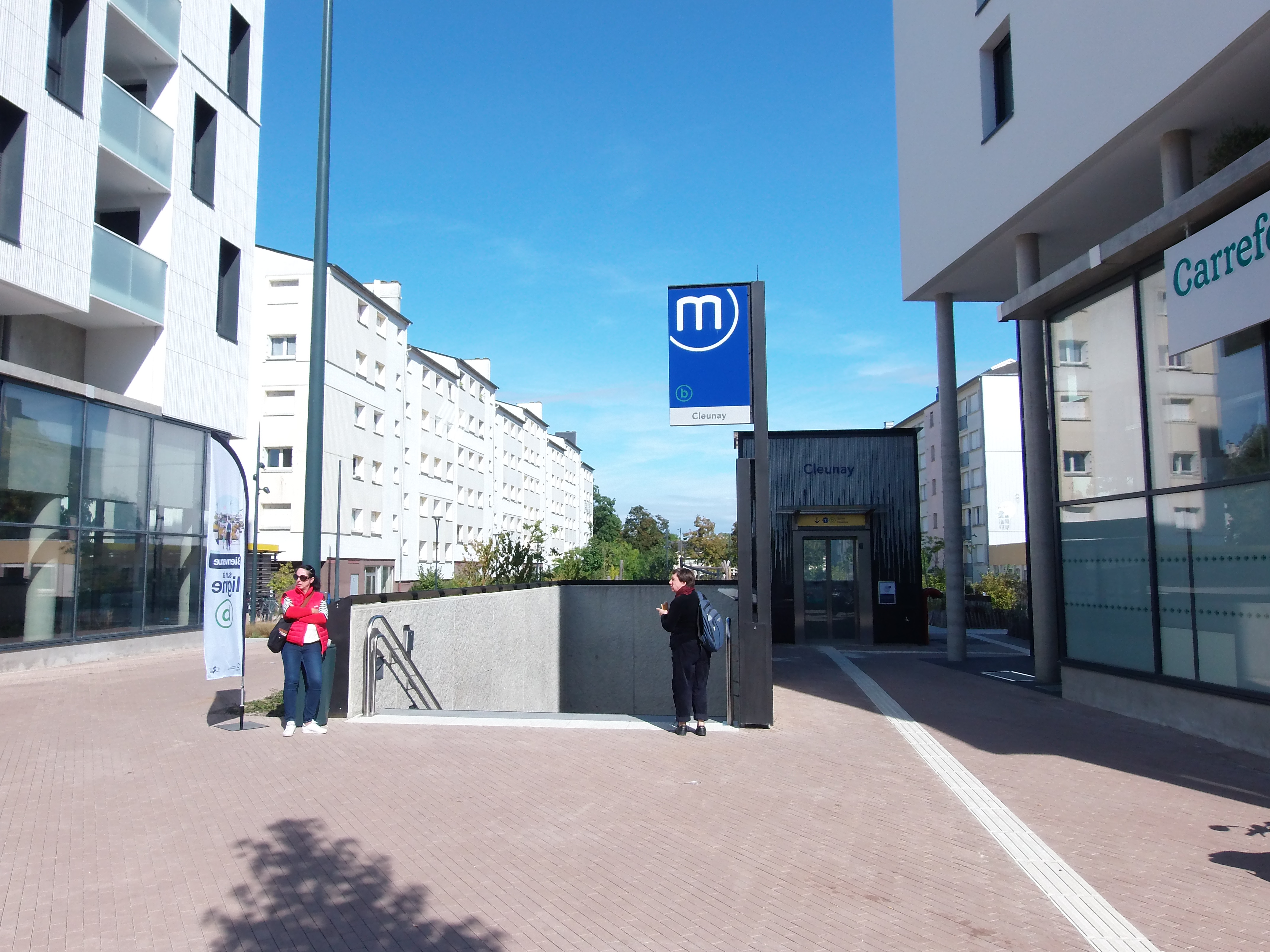
Un des accès de la station.
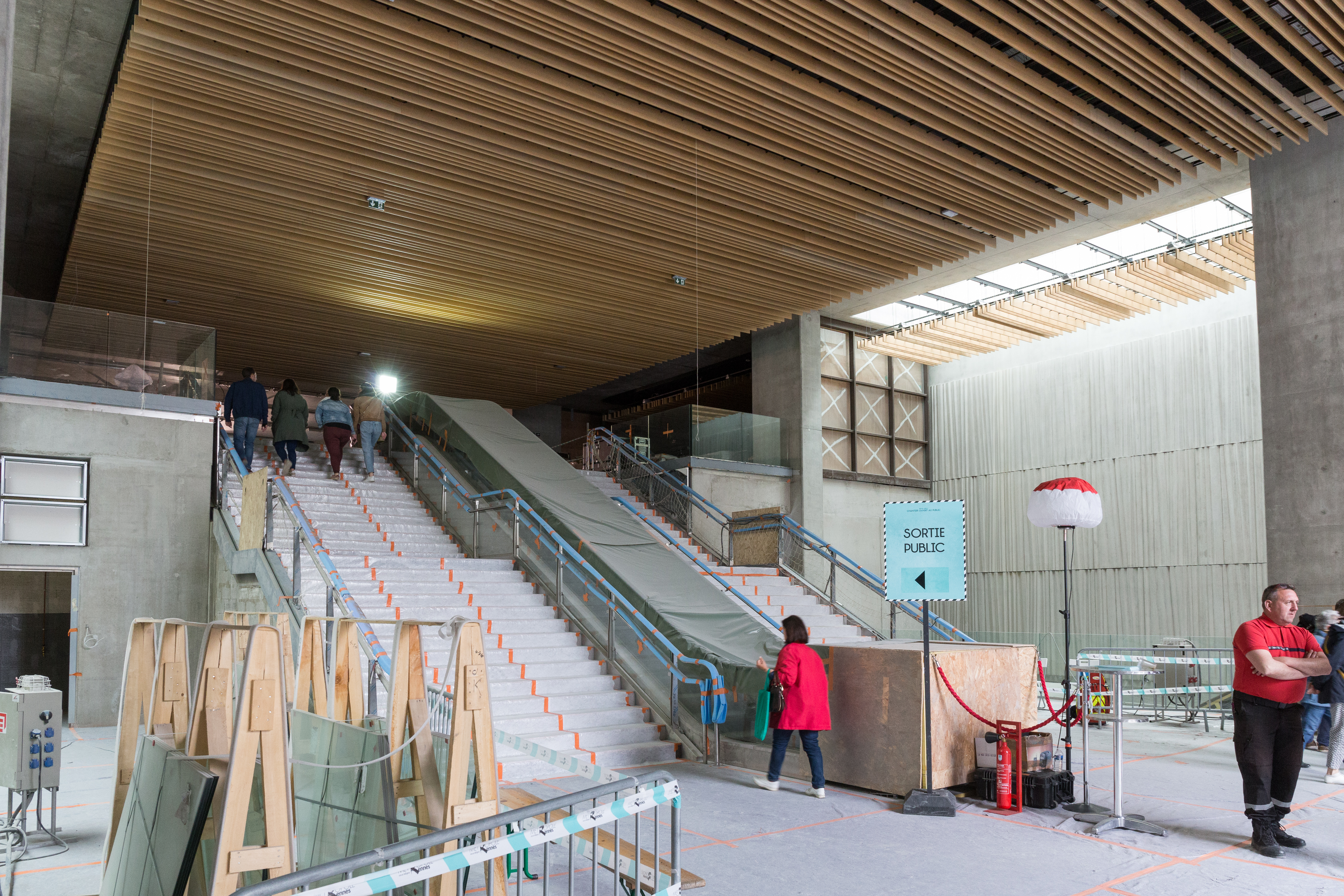
Station en construction, lors de journées portes ouvertes en 2019.
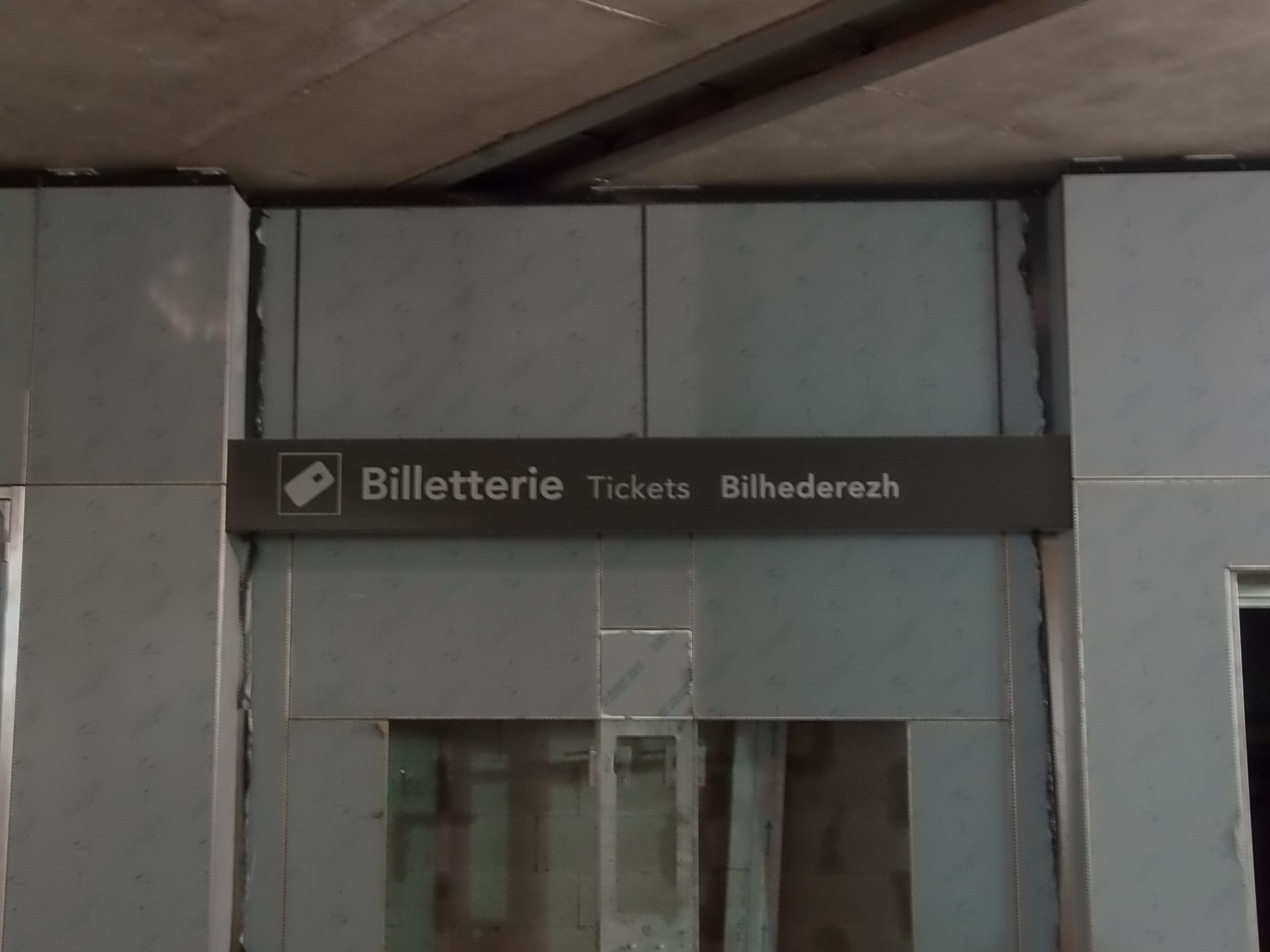
Signalétique trilingue français-anglais-breton.

### Desserte
Cleunay est desservie par les rames qui circulent quotidiennement sur la ligne B, avec une première desserte à 5 h 13 (7 h 18 les dimanches et fêtes) et la dernière desserte à 0 h 40 (1 h plus tard les nuits des jeudis aux vendredis, vendredis aux samedis et des samedis aux dimanches).

### Intermodalité
Une station Citiz Rennes Métropole et un parc à vélos sécurisé C-Park Vélo sont implantés à proximité.
Elle est desservie par la ligne de bus 10 et la nuit par la ligne N3 de façon directe et par la ligne estivale Api'Bus à distance à l'arrêt Cleunay Stade.

## À proximité
La station dessert notamment :
- le complexe sportif Cleunay/Lesseps ;
- le centre commercial Cleunay-Boulevard ;
- l'Antipode MJC ;
- le Roazhon Park, situé à 800 mètres et quinze minutes de marche de la station, accessible depuis le quartier via une passerelle piétonne enjambant la Vilaine[18].